# Tus (proteína)

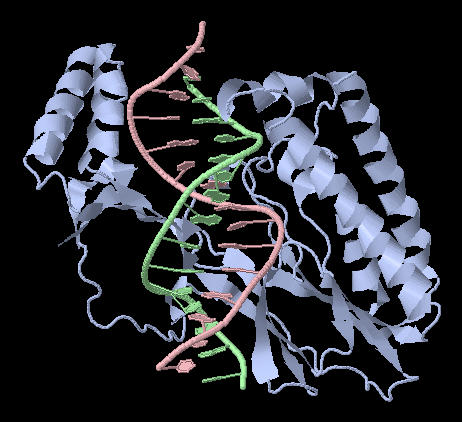
Representación de la estructura cristalina de rayos X del complejo Tus-proteína Ter-ADN. (Jmol de con las fibras de ADN en rosa y verde.)

Tus (del inglés terminus utilization substance) es una proteína que se une a las secuencias terminadoras de la replicación del ADN y actúa en contra de la helicasa DnaB cuando entra en contacto con una helicasa que avanza. Además, la unión de la proteína Tus detiene de forma efectiva el movimiento de la ADN polimerasa, por lo que no puede progresar la replicación del ADN. De este modo, Tus ayuda a la terminación de la replicación del ADN en procariotas.
En Escherichia coli, la proeína Tus se une a 10 sitios muy relacionados de su cromosoma. Estos sitios comprenden 23 pares de bases, se denominan sitios Ter, y se designan cómo TerA, TerB, ..., TerJ. Estos sitios de unión son asimétricos, lo que determina que no actúen igual según el sentido en que avanza la horquilla de replicación, lo que depende de las secuencias de nucleótidos que hay en los dos extremos de los sitios Ter. Cuando una horquilla de replicación que avanza se encuentra en una dirección con el complejo Tus-Ter (la proteína Tus unida al sitio Ter del ADN), el complejo se disocia y la replicación continúa (es permisiva). Pero cuando en su avance se encuentran en la otra dirección, el complejo Tus-Ter supone una barrera cinética mayor y detiene a replicación (es no permisiva). Los múltiples sitios Ter que hay en el cromosoma están orientados de manera que las dos horquillas de replicación que se mueven en direcciones contrarias quedan ambas bloqueadas en la región de terminación deseada.
Bacillus subtilis utiliza la proteína terminadora de la replicación (RTP) en vez de la Tus.